# Tegenocharis
Tegenocharis é um gênero de traça pertencente à família Agonoxenidae.